# Fever (микстейп)
Fever — дебютный микстейп американской рэперши Megan Thee Stallion. Он был выпущен 17 мая 2019 на лейбле 300 Entertainment. Микстейп включает в себя синглы «Realer», «Cash Shit» при участии DaBaby, «Simon Says» при участии Juicy J и «Money Good».

## История
8 мая 2019 Megan Thee Stallion официально заявила о выходе микстейпа вместе с трейлером в своих социальных сетях, подписав пост «MEET HOT GIRL MEG». В трейлере Megan Thee Stallion едет в красном кабриолете с тремя женщинами перед тем, как начинает играть отрывок из песни.

## Синглы
22 марта 2019 рекламный сингл с микстейпа Fever, «Sex Talk», был выпущен на всех музыкальных стриминговых сервисах.
Песня «Realer» была выпущена 16 мая 2019 в качестве ведущего сингла с микстейпа. Видеоклип на сингл был выпущен на Vevo 21 мая 2019.
Песня «Cash Shit» при участии DaBaby была выпущена в качестве второго сингла с микстейпа. Сингл достиг 36 позиции в чарте Billboard Hot 100.

## Коммерческий успех
Fever дебютировал под номером 10 в чарте Billboard 200 с 27,956 единицей, эквивалентной альбому. Это 7 альбом женских рэп исполнителей, который вошёл в топ-10 альбомов в чарте за 10 лет.

## Отзывы
| Совокупная оценка | Совокупная оценка |
| Источник          | Оценка            |
| ----------------- | ----------------- |
| Album of the Year | 82/100            |
| Metacritic        | 81/100            |
| Оценки критиков   |                   |
| Источник          | Оценка            |
| AllMusic          | [ 13 ]            |
| Exclaim!          | 8/10              |
| HipHopDX          | 4/5               |
| Pitchfork         | 8.0/10            |
| RapReviews        | 6.5/10            |

Fever был положительно оценен критиками. На Metacritic он получил оценку 81/100 баллов.
В онлайн-газете Pitchfork микстейп получил оценку 8.0/10 баллов.

### Награды
| Награда            | Год  | Категория    | Результат | Прим.  |
| ------------------ | ---- | ------------ | --------- | ------ |
| BET Hip Hop Awards | 2019 | Best Mixtape | Победа    | [ 18 ] |

## Список композиций
| №                   | Название                           | Автор(ы)                                | Продюсеры                       | Длительность |
| ------------------- | ---------------------------------- | --------------------------------------- | ------------------------------- | ------------ |
| 1.                  | «Realer»                           | Меган Пит                               | LilJuMadeDaBeat                 | 2:29         |
| 2.                  | «Hood Rat Shit»                    | Меган Пит                               | KC Supreme Koncept P            | 3:01         |
| 3.                  | «Pimpin»                           | Меган Пит                               | Juicy J Suede Crazy Mike        | 3:23         |
| 4.                  | «Cash Shit» (при участии DaBaby)   | LilJuMadeDaBeat Джонатан Кирк Меган Пит | LilJuMadeDaBeat                 | 3:12         |
| 5.                  | «W.A.B»                            | Меган Пит                               | Project Pat Supah Mario         | 2:57         |
| 6.                  | «Best You Ever Had»                | Меган Пит                               | DJ Chose                        | 2:39         |
| 7.                  | «Simon Says» (при участии Juicy J) | Меган Пит Джордан Хьюстон               | Juicy J Suede Crazy Mike        | 3:20         |
| 8.                  | «Shake That»                       | Меган Пит                               | LilJuMadeDaBeat                 | 2:52         |
| 9.                  | «Money Good»                       | Меган Пит                               | DJ Chose                        | 3:17         |
| 10.                 | «Dance»                            | Меган Пит                               | Juicy J Crazy Mike              | 2:56         |
| 11.                 | «Ratchet»                          | Меган Пит                               | LilJuMadeDaBeat Prolivik Beeats | 2:14         |
| 12.                 | «Sex Talk»                         | Меган Пит                               | DJ WillAye                      | 2:11         |
| 13.                 | «Big Drank»                        | Меган Пит                               | LilJuMadeDaBeat                 | 3:27         |
| 14.                 | «Running Up Freestyle»             | Меган Пит                               | LilJuMadeDaBeat                 | 2:04         |
| Общая длительность: | Общая длительность:                | Общая длительность:                     | Общая длительность:             | 40:09        |

## Чарты
| Чарт (2019)                            | Высшая позиция |
| -------------------------------------- | -------------- |
| США (Billboard 200)                    | 10             |
| США (Billboard Top R&B/Hip-Hop Albums) | 6              |

| Чарт (2019)                            | Высшая позиция |
| -------------------------------------- | -------------- |
| США (Billboard 200)                    | 163            |
| США (Billboard Top R&B/Hip-Hop Albums) | 62             |